# Avanti la vie
Chansons représentant la Belgique au Concours Eurovision de la chanson
Rendez-vous
(1983) Laat me nu gaan
(1985)
Avanti la vie est une chanson composée par Henri Seroka et interprétée et écrite par le chanteur belge Jacques Zegers,  pour représenter la Belgique au Concours Eurovision de la chanson 1984 qui se déroulait à Luxembourg.

## Thème de la chanson
C'est une chanson de motivation, invitant ses auditeurs à avancer dans la vie (« avanti la vie ») et « peut-être refaire Rome ».

## À l'Eurovision
Elle est intégralement interprétée en français, une des langues nationales, comme l'impose la règle entre 1976 et 1999. L'orchestre est dirigé par Jo Carlier.
Il s'agit de la huitième chanson interprétée lors de la soirée du concours, après Andy Paul (en) qui représentait Chypre avec Anna Maria Lena (en) et avant Linda Martin qui représentait l'Irlande avec Terminal 3 (en). À l'issue du vote, elle a obtenu 70 points, se classant 5e sur 19 chansons,. 

## Classements

### Classement hebdomadaire
| Classement (1984)                      | Meilleure position |
| -------------------------------------- | ------------------ |
| Belgique (Flandre Ultratop 50 Singles) | 13                 |